# Lịch sử cơ học
Những viên gạch đầu tiên của bộ môn cơ học dường như được xây nền từ thời Hy Lạp cổ đại. Những kết quả nghiên cứu đầu tiên được ngày nay biết đến là của Archimedes (287-212 TCN). Chúng bao gồm định lý mang tên ông trong thủy tĩnh học, khái niệm về khối tâm và nghiên cứu cân bằng của đòn bẩy.
Sau đó, khoa học đã ngủ quên quá lâu và cơ học chỉ được đánh thức vào thời kỳ Phục Hưng ở châu Âu với những tiến bộ vượt bậc vào thế kỉ 16. Trong suốt đêm trường thời Trung Cổ, những lý thuyết ngụy biện của Aristoteles (384-322 TCN) đã ngăn trở rất nhiều sự đi lên của khoa học đích thực. Trong thời này người ta phải kể đến Leonardo da Vinci (1452-1519) với những nghiên cứu về tĩnh học. Tuy nhiên những tên tuổi lớn nhất của giai đoạn huy hoàng này chính là nhà khoa học Ba Lan Nicolaus Copernicus (1473-1543) - người đã phủ nhận mô hình với Trái Đất là trung tâm vũ trụ của Ptolémée (xem thuyết địa tâm) và mô tả những chuyển động đúng đắn của Hệ Mặt Trời, là nhà thiên văn học người Đức Johannes Kepler (1571-1630) - người đã phát biểu ba định luật mang tên ông về sự chuyển động của các hành tinh, là nhà bác học thiên tài người Ý Galileo Galilei (1564-1642). Có thể nói, Galileo là ông tổ khai sáng ra động lực học: ông đã đưa ra khái niệm gia tốc, phát biểu vào năm 1632 nguyên lý tương đối Galileo và nguyên lý quán tính. Ông cũng đã nghiên cứu đến rất nhiều những vấn đề khác nhau của cơ học: con lắc, mặt phẳng nghiêng, sự rơi tự do.
Kế tiếp sau đó, sang thế kỉ 17, nhà khoa học Pháp Blaise Pascal (1623-1662) đã có những nghiên cứu quan trọng về thủy tĩnh học. Nhà vật lý Hà Lan Christiaan Huygens (1629-1695) đã phân tích chuyển động quay, đặc biệt là những dao động của con lắc và đưa ra khái niệm về động năng cũng như về lực hướng tâm. Đặc biệt, nhà bác học Anh Isaac Newton (1642-1727) đã xuất bản cuốn sách Philosphiae naturalis principia mathematica (Những nguyên lý toán học của triết học tự nhiên) trong đó có nêu lên ba định luật mang tên ông, tạo nên nền tảng của cơ học cổ điển. Newton còn được biết đến với định luật vạn vật hấp dẫn của vũ trụ.
Thế kỉ 17 khép lại và thế kỉ 18 mở ra và được xem như là thế kỉ của cơ học giải tích. Nhà bác học Thụy Sĩ Leonhard Euler (1707-1783) đã phát biểu những phương trình về cơ học chất lưu. Ông cũng tham gia vào việc xây dựng nên ngành cơ học giải tích cùng với Louis Joseph Lagrange (1736-1813) và Jean Le Rond d'Alembert (1717-1783).
Tiếp theo đó, sự phát triển của cơ học cổ điển đã đạt tới giới hạn với những ứng dụng tuyệt vời. Ví dụ như Pierre-Simon Laplace (1749-1827) đã cải thiện sự chính sáng về sự ra đời của chuyển động các hành tinh nhờ vào phương pháp nhiễu loạn. Urbain Le Verrier (1811-1877) đã tiên đoán trước sự hiện hữu của Sao Hải Vương bằng chính phương pháp này. Mặt khác, ông cũng đã khám phá ra sự xích lại của điểm cận nhật của Sao Thủy. Tuy nhiên chính kết quả này lại đánh dấu một trong những giới hạn của cơ học Newton: kết quả này chỉ có thể được giải thích dựa vào cơ học tương đối. William Rowan Hamilton (1805-1865) đã đề xuất ra phép khai triển chính tắc được biết đến với tên những phương trình Hamilton. Người ta cũng có thể kể đến Henri Poincaré (1854-1912) với những đóng góp trong cơ học tính toán.
Cuối cùng có rất nhiều sự mở rộng của cơ học cổ điển trong lĩnh vực về các môi trường liên tục (thủy động lực học hoặc môi trường chịu biến dạng).
Chúng ta cũng không được phép quên rằng mặc dù ngày nay đã có rất nhiều những phát minh và khám phá trong cơ học lượng tử và cơ học tương đối ở thế kỉ 20 nhưng những nghiên cứu về hệ hỗn độn trong thập niên 1970, về những áp dụng của cơ học cổ điển vẫn là một phần to lớn trong lâu đài vật lý học. Trong khi đó, vẫn còn nguyên vẹn rất nhiều vấn đề chưa được giải quyết trong cơ học cổ điển, đặc biệt là những vấn đề liên quan đến dao động kép.